# Grefrath (Neuss)

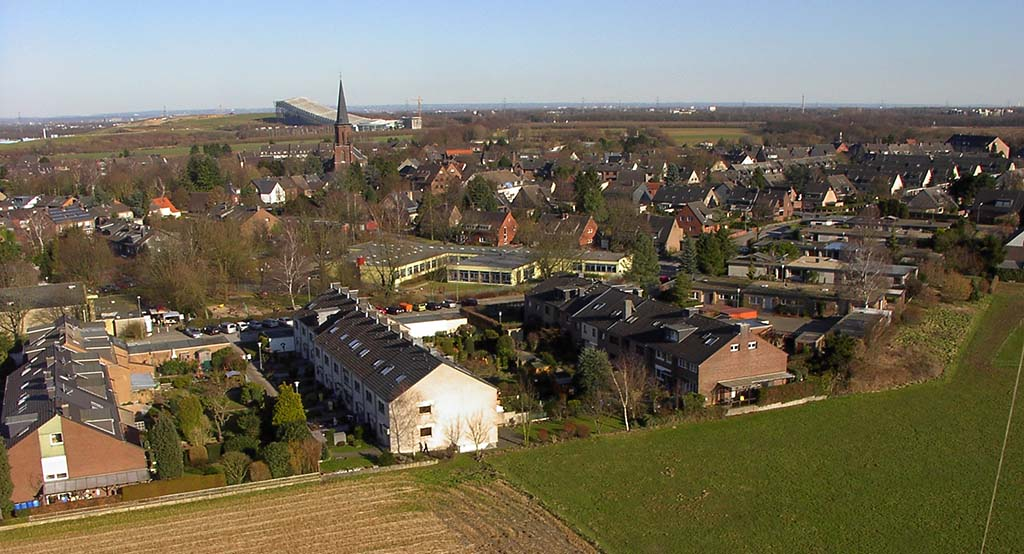
Luftbildaufnahme (Kite Aerial Photography) von Grefrath

Grefrath ist ein Bezirk der Stadt Neuss in Nordrhein-Westfalen. Die Einwohnerzahl beträgt 3455 auf einer Fläche von 6,86 km² (Stand 31. Dezember 2021).

## Lage
Grefrath liegt ca. 5 km südwestlich des Neusser Zentrums und ist baulich von der Stadt getrennt.
Nördlich befindet sich die kleine Ortschaft Dirkes und etwas weiter entfernt Kaarst-Büttgen. Im Osten liegt der Ortsteil Lanzerath sowie die Skihalle. Im Süden wird Grefrath durch die B 230 begrenzt, unter der ein Tunnel nach Röckrath führt. Im Westen liegt Korschenbroich-Lüttenglehn.

## Geschichte
Erste Spuren menschlichen Lebens stammen aus der mittleren und jüngeren Jungsteinzeit. In der römischen Zeit führte eine Römerstraße von Neuss nach Aachen an Grefrath vorbei. 1250 wurde der Ort erstmals als „Greverode“ erwähnt, was „Grafenrodung“ bedeutet. Im Jahre 1299 wurde die katholische Pfarrkirche erstmals genannt.
1381 wurde in einer Urkunde das „Kirchspiel Grefrath“ angeführt. In dieser Urkunde bestätigt die Witwe Sophia von Lantzerode mit ihren Kindern den Klarissen zu Neuss, dass 18 Morgen Ackerland bei Lanzerath im Kirchspiel Grefrath für 500 Goldgulden an den Konvent verkauft wurden. Ihrerseits pachtete sie dann dieses Ackerland für eine Jahresrente von vier Malter Roggen.
Seit 1598 hatte der Rektor des Kölner Jesuitenkollegs das Recht, die Pfarrstelle in Grefrath zu besetzen. 1405 erwarb Kurköln den Ort von den Herren von Erprath. Dabei kam Grefrath an das Unteramt Erprath im Amt Hülchrath. Ab 1680 wurden beide Ämter in Personalunion verwaltet. Das Unteramt Erprath bestand aus den Orten Grefrath, Röckerath, Buscherhof, dem Königshof und dem Theisenhof in Löveling sowie drei Hofstätten in Holzheim. 1572 wurde Grefrath von Truppen des Kölner Kurfürsten Salentin von Isenburg geplündert. Nachdem die katholische Kirche von hessisch-weimarischen Truppen zerstört worden war, glich sie zwischen 1642 und 1657 einer Ruine. Erst danach begann man wieder mit ihrem Aufbau. 1794 besetzten französische Truppen Grefrath. Der Ort wurde Teil des 1798 eingerichteten Kantons Neuss im Arrondissement Krefeld des Rur-Departements, später wurde Grefrath Hauptort (chef-lieu) einer Mairie, die bis 1814 bestand.
1815 kamen wesentliche Teile des Rheinlands, damit auch Grefrath, zu Preußen. Grefrath gehörte zum 1816 neu entstandenen Landkreis Neuß im Regierungsbezirk Düsseldorf und war zunächst eine „ländliche Sammtgemeinde mit fünf Abteilungen in ungetrenntem Gemeindehaushalt“, die verwaltungsmäßig zugleich eine Bürgermeisterei war.
1935 erfolgte die Eingemeindung in die Gemeinde Holzheim. Am 28. Februar 1945 besetzten amerikanische Truppen den Ort. Im März 1947 wurde Grefrath durch ein Hochwasser heimgesucht. Seit dem 1. Januar 1975 ist Grefrath ein Stadtteil von Neuss.

### Bevölkerungsentwicklung
| 1816 | 1832 | 1852 | 1895 | 1910  | 1925  | 1950  | 1961  | 2002    | 2006  | 2011    | 2014  | 2021  |
| 767  | 796  | 891  | 938  | 1.427 | 1.334 | 1.189 | 1.084 | 3.589 1 | 3.814 | 3.685 2 | 3.599 | 3.455 |

## Söhne und Töchter des Dorfes
- Mathias Weber (* 1778, hingerichtet am 19. Februar 1803) genannt der Fetzer, ein rheinischer Räuberhauptmann

## Vereine
- Dorfgemeinschaft Dirkes
- Dorfgemeinschaft Lanzerath
- Karnevalsfreunde Grefrath 1970 e. V.
- Neuss-Grefrather Reiterclub 1983 e. V.
- Mensch und Pferd – Reit- und Pensionsstall
- St. Sebastianus Schützenbruderschaft von 1706 Grefrath e. V.
  - Sappeurkorps Grefrath
  - Grenadier-Korps 1921 Grefrath
  - Edelknaben-Korps Grefrath
  - Tambourcorps „Jordanklänge“ Grefrath 2004
  - Jägerkorps 1921 Grefrath
  - Scheibenschützen-Gesellschaft 1977 e. V. Neuss-Grefrath
  - Reiterfreunde Grefrath-Röckrath 1925 e. V.
- Sportverein Germania Grefrath 1920 e. V.
- Tennisclub Weiß-Blau Grefrath 1974
- Collegium Musicum Neuss 1985
- Förderverein Katholischer Kindergarten St. Stephanus e. V.
- Verein der Freunde und Förderer der St.-Stephanus-Schule Grefrath e. V.
- Freunde von St. Stephanus (früher: Kirchbauverein St. Stephanus Neuss-Grefrath)

## Einrichtungen
- Evangelische Markuskirche
- Evangelische Kindertagesstätte „Alte Penne“
- Kath. Kindertagesstätte St. Stephanus
- Kath. Grundschule St. Stephanus, städt. kath. Bekenntnisschule der Primarstufe
- Kath. Kirchengemeinde St. Stephanus
- Freiwillige Feuerwehr, Löschzug Grefrath
- Bezirkssportanlage (Fußball- und Tennisplätze)
- Dressurstall
- Reitstall
- Katholische Öffentliche Bücherei (KÖB)
- Jever Fun Skihalle Neuss (mit 220 Beschäftigten)

## Verkehr
Nicht weit von Grefrath sind die Autobahn 46 und die Autobahn 57. Sie sind über die Ausfahrt Neuss–Holzheim, bzw. Büttgen zu erreichen. Südlich von Grefrath verläuft die B 230 ab Ausfahrt Neuss–Holzheim nach Mönchengladbach. Grefrath ist mit den Buslinien 843, 864 und 870 an das öffentliche Nahverkehrsnetz angeschlossen.